# Bóveda bancaria

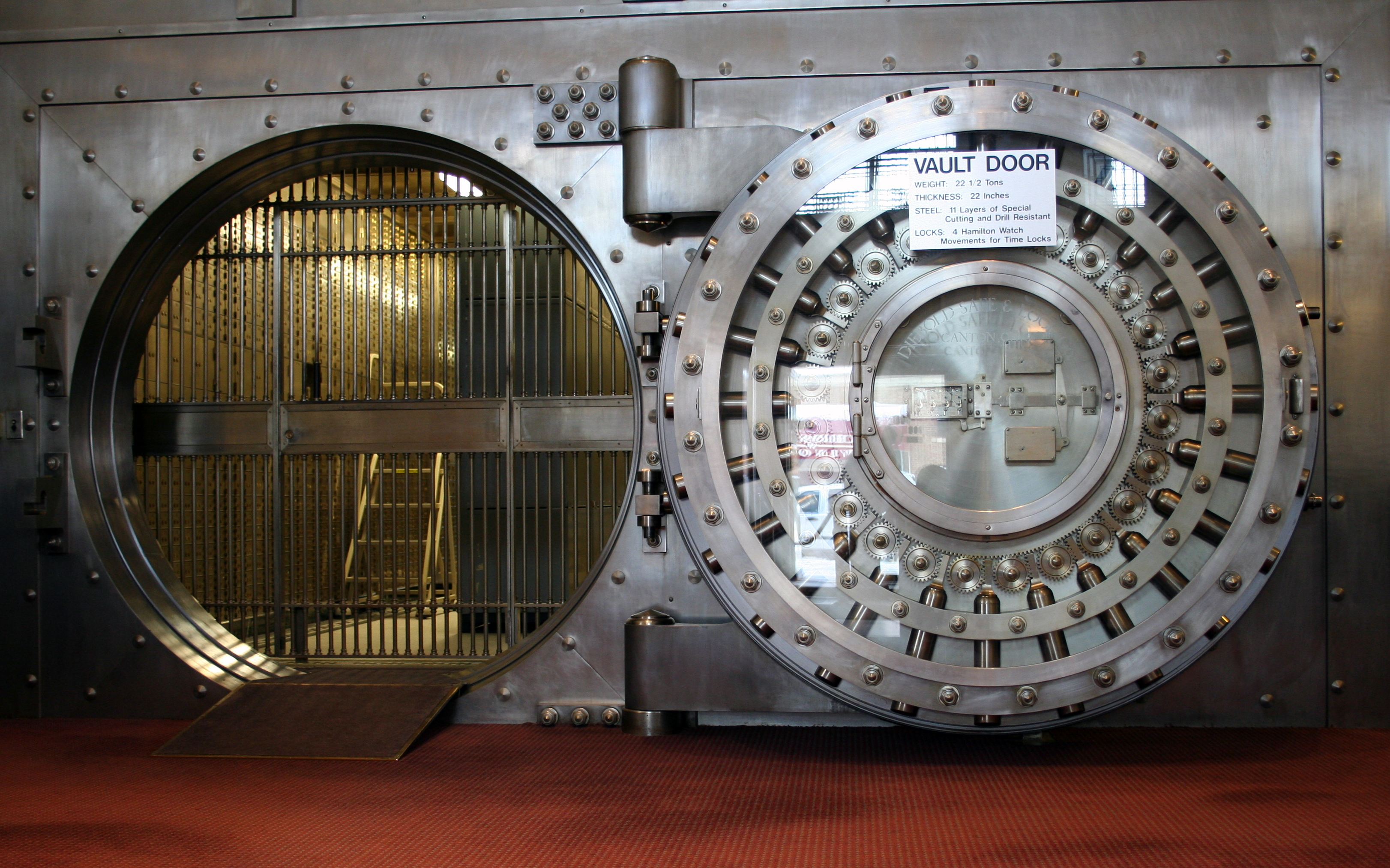
Esta gran puerta de una bóveda con 24 pernos en el Banco Nacional de Winona fue construida a principio de los años 1900. A la derecha está la parte de atrás de la puerta abierta. A la derecha del centro de la puerta hay dos cajas vinculadas para los mecanismos de combinación y a la izquierda hay una cerradura de tiempo de cuatro movimientos. Esta puerta tiene un sistema de presión de cuatro puntos (nota: los dos puntales del sistema de presión a la izquierda de la apertura de la puerta) capaz de ejercer 1/3 de presión del peso de las puertas. Ya que esta puerta pesa, su sistema de presión es capaz de aplicar.

Una bóveda bancaria (o pieza acorazada) es un espacio seguro en el que se puede almacenar dinero, objetos de valor, registros y documentos. Su objetivo es proteger su contenido contra el robo, uso no autorizado, incendios, desastres naturales y otras amenazas, como una caja fuerte. A diferencia de cajas fuertes, las bóvedas son una parte integral del edificio dentro del cual están construidos, con paredes blindadas y una puerta herméticamente cerrada formada con una cerradura compleja.

## Historia
Históricamente, las bóvedas fueron construidas en el sótano de un banco donde se abovedaban los techos, de ahí el nombre. Las bóvedas modernas de los bancos suelen contener muchas cajas de seguridad, así como lugares para cajones de efectivo para cajeros y otros activos valiosos del banco o de sus clientes. También son comunes en otros edificios donde se guardan objetos de valor tales como oficinas de correos, grandes hoteles, bibliotecas de libros raros y algunos ministerios del gobierno.
La tecnología de bóvedas se desarrolló en un tipo de carrera armamentista con los ladrones de bancos. Como los ladrones crearon nuevas formas de irrumpir en las bóvedas, los desarrolladores de bóvedas encontraron maneras innovadoras para frustrar estos intentos. Las bóvedas modernas pueden estar armadas con una amplia gama de alarmas y dispositivos antirrobo. Algunas bóvedas del siglo XIX y principios del siglo XX se construyeron tan bien que hoy son casi imposibles de destruir. Estas bóvedas mayores se hacen típicamente con concreto armado con acero. Las paredes eran por lo general al menos 1 pie  (0,3 metros) de espesor, y la puerta en sí era típicamente de 3,5 pies  (1,07 metros) de espesor. El peso total iba en los cientos de toneladas. Las bóvedas de hoy se hacen con materiales más delgados, más ligeros que, mientras que todavía seguros,[cita requerida] son más fáciles de desmontar que sus homólogos anteriores.

### Libros
En inglés
- Steele, Sean P., Heists: Swindles, Stickups, and Robberies that Shocked the World. New York: Metrobooks, 1995. ISBN 1-56799-170-X.
- Tchudi, Stephen, Lock & Key: The Secrets of Locking Things Up, In, and Out. New York: Charles Scribner's Sons, 1993. ISBN 0-684-19363-9.

### Periódicos
En inglés
- Chiles, James R., "Age-Old Battle to Keep Safes Safe from 'Creepers, Soup Men and Yeggs". Smithsonian (Julio de 1984): 35–44.
- Merrick, Amy, "Immovable Objects, If They're Bank Vaults, Make Nice Restaurants". The Wall Street Journal (5 de febrero de 2001): Al.